# Axis (englische Band)
Axis war eine englische New-Wave-of-British-Heavy-Metal-Band aus Cleveland, die im Jahr 1978 gegründet wurde und sich 1982 auflöste.

## Geschichte
Die Band wurde im Jahr 1978 gegründet und bestand aus dem Sänger Neil Grafton, den Gitarristen Mick Tucker und Dave Little, dem Bassisten John Cunningham, dem Keyboarder Paul McGuire und dem Schlagzeuger Marty Day. Im Jahr 1980 erschien die Single Lady mit dem Lied Messiah als B-Seite, welche die erste Veröffentlichung des Neat-Records-Sublabels Metal Minded war. Messiah war später auch auf dem Neat-Records-Sampler Lead Weight 1981 zu hören. Die Single war in den Impulse Studios von Neat Records aufgenommen worden. Etwas später arbeitete die Band an zwei weiteren Liedern namens You Got It und One Step Ahead. Die Veröffentlichung war für Ende 1981 geplant. Allerdings sollte es diesmal bei Neat Records direkt passieren, da Metal Minded nach der Veröffentlichung von nur zwei Singles wieder geschlossen worden war. Obwohl der Tonträger bereits die Katalognummer „Neat13“ erhalten hatte, fand die Veröffentlichung nie statt. Stattdessen nahm diesen Platz Venoms Bloodlust ein. Die Bandbesetzung änderte sich mehrfach, während das Lied Flame Burns On auf den Neat-Records-Samplern 60 Minutes Plus (1982) und All Hell Is Loose (1983), der nur in Europa erschien, zu hören war. Zu dieser Zeit waren der Sänger Sam Blewitt und der ehemalige White-Spirit-Bassist Phil Brady als neue Mitglieder in der Besetzung. Zudem hatte der Keyboarder Paul McGuire die Band verlassen. Da die Band auch mit neuer Besetzung kaum erfolgreich war, kam es in der zweiten Hälfte des Jahres 1982 zur Auflösung. Die Mitglieder widmeten sich danach anderen musikalischen Projekten wie Samson, White Spirit und Tank. 2011 erschien die Kompilation Flame Burns On bei dem Musiklabel High Roller Records, dass vergleichbare Releases auch von ähnlich gelagerten Bands wie Metal Mirror oder Jaguar auf den Markt gebracht haben.

## Stil
Malc Macmillan beschrieb die Musik der Single in The N.W.O.B.H.M. Encyclopedia als interessante Musik der New Wave of British Heavy Metal, die in mittlerer Geschwindigkeit gehalten sei und technisch anspruchsvolle und progressive Züge habe. Die Musik sei eine Mischung aus White Spirit, Chemical Alice und Marquis de Sade. Flame Burns On habe seinen progressiven Charakter verloren und biete simpleren Melodic Rock. Die Single klingt, laut Eduardo Rivadavia von Allmusic, wie Musik von Judas Priest, die durch Synthesizer angereichert worden sei. Auch Rivadavia bemerkte, dass Flame Burns On bedeutend simpler war als die vorangegangene Single. Matthias Mader beschrieb in NWoBHM New Wave of British Heavy Metal The glory Days die Musik der Single als „[s]ehr interessanten, sphärischen Metal“, der durch Rush und Hawkwind beeinflusst klinge. Laut The International Encyclopedia of Hard Rock and Heavy Metal von Tony Jasper und Derek Oliver kombiniert die Band auf der Single Rush-typische Liedtexte mit gutem und schlagkräftigem britischen Heavy Metal.

## Diskografie
- 1980: Lady (Single, Metal Minded)
- 2011: Flame Burns On (Kompilation, High Roller Records)